# Páté oddělení Hlavního štábu
Páté oddělení Hlavního štábu byla československá vojenská zpravodajská služba vzniklá výnosem náčelníka HŠ československé armády gen. Bohumila Bočka 1. dubna 1946, kterým byla zrušena HS OBZ. Veškeré struktury OBZ byly převedeny do štábů jednotlivých velitelských působností.

## Historie
5. oddělení HŠ v součinnosti s ministerstvem národní obrany pod vedením gen. Ludvíka Svobody a ministerstva vnitra pod vedením Václava Noska vytvořilo informační monopol, který využívalo vedení KSČ k získávání mocenských pozic a přípravě na převzetí moci.
V září 1948 byl dosavadní přednosta 5. oddělení Bedřich Reicin jmenován náměstkem MNO pro kádrovou práci a na jeho místo byl ustanoven gen. Josef Musil.
V roce 1950 byl ministrem národní obrany jmenován gen. Alexej Čepička. V tomto období proniklo vyšetřování tzv. protistátní činnosti i do řad KSČ. V rámci něj byli v únoru 1951 zatčeni B. Reicin, J. Musil a další. Záminkou byly stížnosti na brutalitu používanou 5. oddělením HŠ při vyšetřování. Reicin byl v rámci procesu s protistátním spikleneckým centrem R. Slánského odsouzen k trestu smrti a popraven.
15. srpna 1950 vznikla na místo 5. oddělení HŠ Hlavní informační správa (HIS). Ta byla 1. dubna 1951 přejmenována na Velitelství vojenské zpravodajské služby (VVZS). VVZS se 29. května 1952 změnilo na Hlavní správu vojenské kontrarozvědky (HS VKR).

## Činnost
Hlavní pozornost zaměřovali příslušníci 5. oddělení HŠ na tzv. nespolehlivé elementy (důstojnické kádry z řad západního odboje či bývalé letce RAF). V září 1947 se podíleli na odhalení údajného protistátního spiknutí a následném odstranění nespolehlivých generálů. V témže roce gen. Svoboda penzionoval 33 generálů a KSČ za pomoci 5. oddělení získala v armádě takový vliv, že při převzetí moci komunisty v únoru 1948 zůstala čs. armáda stranou politického boje.

### Po únoru 1948
Poté, co KSČ převzala v únoru 1948 absolutní moc došlo podle jmenných seznamů připravených 5. oddělením HŠ k čistkám v armádě. V rámci těchto čistek byli odstraněni příslušníci odboje bojující na západní (ale i východní) frontě.
Příslušníkům 5. oddělení HŠ v té době připadla úloha podílet se na vyšetřování mnohých nepohodlných důstojníků, která vedla k vykonstruovaným procesům a vysokým trestům, často i smrti (např. gen. Heliodor Píka a další). Příslušníci 5. oddělení se při výsleších dopouštěli mučení na vyšetřovaných.

## Struktura v roce 1949
V čele stál náčelník. Jemu bylo podřízeno 7 skupin:
- A - studijní, vyhodnocovací
- B - operativní, pátrací
- C - sekretariát, osobní, kádrové oddělení
- D - výběr vojáků z povolání určených k propuštění z armády
- E - pátrací, výslechová
- V - vojenský průmysl, výzbroj[3]